# Pachyloides fallax
Pachyloides fallax is een hooiwagen uit de familie Gonyleptidae.